# Cornuspiridae
Cornuspiridae es una familia de foraminíferos bentónicos de la superfamilia Cornuspiroidea, del suborden Miliolina y del orden Miliolida. Su rango cronoestratigráfico abarca desde el Viseense (Carbonífero inferior) hasta la Actualidad.

## Clasificación
Cornuspiridae incluye a las siguientes subfamilias y géneros:
- Subfamilia Cornuspirinae
  - Cornuspira
  - Pseudocornuspira †
  - Rectocornuspira †
  - Vidalina †
- Subfamilia Cornuspiroidinae
  - Cornuspirella
  - Cornuspiroides
- Subfamilia Meandrospirinae, también considerado en la familia Meandrospiridae
  - Flectospira †
  - Meandrospira
  - Meandrospiranella †
- Subfamilia Calcivertellinae, también considerado en la familia Calcivertellidae
  - Apterrinella †
  - Calcitornella †
  - Calcivertella †
  - Carixia †
  - Hedraites †
  - Planiinvoluta †
  - Plummerinella †
  - Ramovsia †
  - Trepeilopsis †

Otra subfamilia considerada en Cornuspiridae es:
- Subfamilia Turriglomininae
  - Glomoturritellella
  - Turriglomina

Otros géneros considerados en Cornuspiridae son:
- Agerella de la subfamilia Cornuspirinae, de posición incierta
- Agerina de la subfamilia Cornuspirinae, sustituido por Agerella
- Citaella de la subfamilia Meandrospirinae, aceptado como Meandrospira
- Cyclogyra de la subfamilia Cornuspirinae, aceptado como Cornuspira
- Dorudia de la subfamilia Calcivertellinae, aceptado como Ramovsia
- Hoyenella † de la subfamilia Cornuspirinae
- Meandrovoluta de la subfamilia Meandrospirinae
- Orthovertella † de la subfamilia Calcivertellinae
- Palaeonubecularia † de la subfamilia Calcivertellinae
- Pseudovermiporella † de la subfamilia Calcivertellinae
- Semimeandrospira de la subfamilia Meandrospirinae
- Streblospira de la subfamilia Meandrospirinae, aceptado como Meandrospira
- Volvotextularia de la subfamilia Calcivertellinae, aceptado como Trepeilopsis

Otro género de Cornuspiridae no asignado a ninguna subfamilia es:
- Acanthospira